# Octavi Aballí i Aballí
Octavi Aballí i Aballí   (Matanzas, 1883 - Barcelona, 20 de març de 1948) fou un futbolista i dirigent esportiu català, nascut a Cuba.
Fou, juntament amb Àngel Rodríguez Ruiz i Lluís Roca, un dels fundadors de la Societat Espanyola de Foot-ball l'any 1900. Fou tresorer de l'entitat el 1900-01.
Va jugar de migcampista a l'Espanyol, entre 1900 i 1905, la primera temporada al primer equip i posteriorment als equips reserves.
Posteriorment va ser metge.